# Krzywie (Galów)
Krzywie – część wsi Galów w Polsce, położona w województwie świętokrzyskim, w powiecie buskim, w gminie Busko-Zdrój.
W latach 1975–1998 Krzywie administracyjnie należało do województwa kieleckiego.